# گمینا سوخانگ
گمینا سوخانگ (به لهستانی:  Gmina Suchań) یک گمینا در لهستان است که در شهرستان ستارگارد واقع شده‌است. گمینا سوخانگ ۱۳۲٫۸۰ کیلومتر مربع مساحت و ۴٬۳۲۴ نفر جمعیت دارد.